# Governo Nehammer

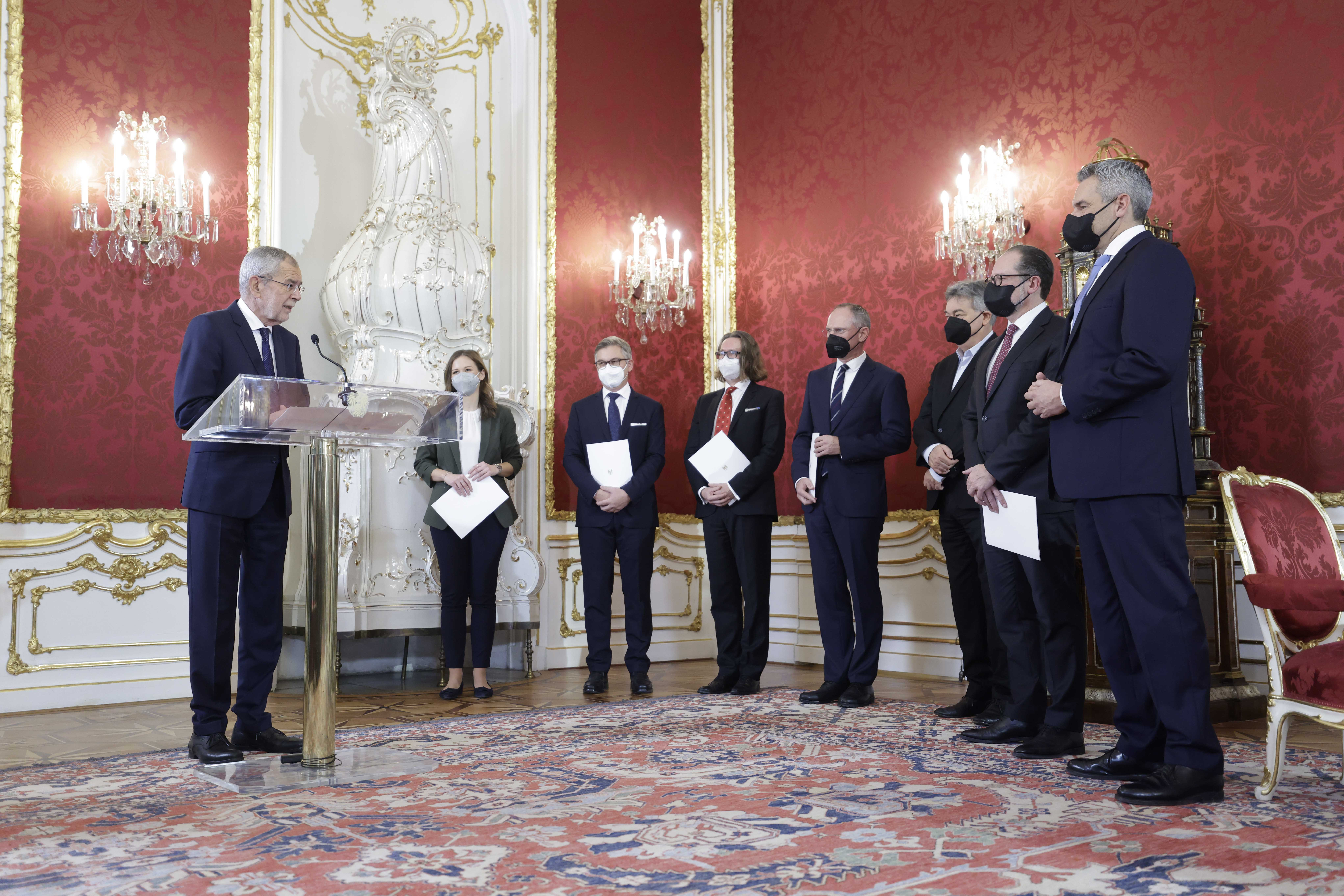
Giuramento di alcuni ministri, 6 dicembre 2021

Il Governo Nehammer è stato il 35º-36º governo dell'Austria, in carica dal 6 dicembre 2021 al 3 marzo 2025 (sebbene dimissionario dal 24 ottobre 2024). 
Si trattava di un governo di coalizione tra il Partito Popolare Austriaco e I Verdi, nato in seguito alle dimissioni del precedente Governo Schallenberg.
In data 10 gennaio 2025, pur essendo già dimissionario, il Cancelliere Karl Nehammer reitera ufficialmente le dimissioni (non essendo riuscito a formare un nuovo governo a partire dall’esito delle elezioni parlamentari dell’anno precedente), dichiarandole irrevocabili. Ai sensi dell’Art. 71 della Costituzione dunque, poiché il governo è già in capacità limitata, egli viene sostituito, nell’ambito dello stesso esecutivo, dal Ministro degli affari esteri Alexander Schallenberg.

## Compagine di governo

### Appartenenza politica
L'appartenenza politica dei membri del Governo alla sua formazione era la seguente:
| Partito | Partito                    | Cancelliere | Ministri | Segretari di Stato | Totale |
| ------- | -------------------------- | ----------- | -------- | ------------------ | ------ |
|         | Partito Popolare Austriaco | 1           | 8        | 1                  | 10     |
|         | Verdi                      | -           | 4        | -                  | 4      |
|         | Indipendenti               | -           | 2        | 1                  | 3      |
| Totale  | Totale                     | 1           | 14       | 2                  | 17     |

### Provenienza geografica
La provenienza geografica dei membri del Governo alla sua formazione si poteva così riassumere:
| Stato federato | Cancelliere | Ministri | Segretari di Stato | Totale |
| -------------- | ----------- | -------- | ------------------ | ------ |
| Vienna         | 1           | -        | -                  | 1      |
| Bassa Austria  | -           | 2        | 1                  | 3      |
| Stiria         | -           | 2        | -                  | 2      |
| Salisburghese  | -           | 2        | -                  | 2      |
| Vorarlberg     | -           | 2        | -                  | 2      |
| Alta Austria   | -           | 1        | 1                  | 2      |
| Carinzia       | -           | 1        | -                  | 1      |
| Tirolo         | -           | 1        | -                  | 1      |

### Sostegno parlamentare
| Camera      | Collocazione | Partiti                       | Seggi    |
| ----------- | ------------ | ----------------------------- | -------- |
| Nationalrat | Maggioranza  | ÖVP (71), DG (26)             | 97 / 183 |
| Nationalrat | Opposizione  | SPÖ (40), FPÖ (31), NEOS (15) | 85 / 183 |

## Composizione
Partito Popolare Austriaco (ÖVP)
     Indipendenti di nomina ÖVP
     Verdi
| Cancelleria federale                                                           | Cancelleria federale | Cancelleria federale                                                     | Cancelleria federale                             | Cancelleria federale |
| Funzione                                                                       | Titolare             | Titolare                                                                 | Titolare                                         | Segretari di Stato |
| ------------------------------------------------------------------------------ | -------------------- | ------------------------------------------------------------------------ | ------------------------------------------------ | --- |
| Cancelliere federale                                                           |                      |                                                                          | Karl Nehammer (ÖVP) (fino al 10/01/2025)         | Claudia Plakolm (ÖVP) Delega alla gioventù e al servizio comunitario (da luglio 2022) Delega alla digitalizzazione (da maggio 2024) |
| Cancelliere federale                                                           |                      | Alexander Schallenberg (ÖVP) (f.f.) (dal 10/01/2025)                     |                                                  | Claudia Plakolm (ÖVP) Delega alla gioventù e al servizio comunitario (da luglio 2022) Delega alla digitalizzazione (da maggio 2024) |
| Vicecancelliere federale                                                       |                      |                                                                          | Werner Kogler (Verdi) (fino al 02/10/2024)       | Carica non assegnata |
| Ministro della Cancelleria per le donne, la famiglia, l'integrazione e i media |                      |                                                                          | Susanne Raab (ÖVP)                               | Carica non assegnata |
| Ministro della Cancelleria per l'Unione Europea e della Costituzione           |                      |                                                                          | Karoline Edtstadler (ÖVP)                        | Carica non assegnata |
| Ministeri federali                                                             |                      |                                                                          |                                                  | |
| Ministri                                                                       | Ministri             | Ministri                                                                 | Ministri                                         | Segretari di Stato |
| Arte, cultura, servizio civile e sport                                         |                      |                                                                          | Werner Kogler (Verdi)                            | Andrea Mayer (Indipendente di area Verdi) (fino al 02/10/2024) Delega ad arte e cultura                                             |
| Affari europei ed esteri                                                       |                      |                                                                          | Alexander Schallenberg (ÖVP)                     | Carica non assegnata |
| Lavoro ed economia                                                             |                      |                                                                          | Martin Kocher (Indipendente di area ÖVP)         | Susanne Kraus-Winkler (ÖVP) dall'11/05/2022                                                                                         |
| Educazione, scienza e ricerca                                                  |                      |                                                                          | Martin Polaschek (Indipendente di area ÖVP)      | Carica non assegnata |
| Finanze                                                                        |                      |                                                                          | Magnus Brunner (ÖVP) (fino al 30/11/2024)        | Florian Tursky (ÖVP) dall'11/05/2022 all'08/03/2024                                                                                 |
| Finanze                                                                        |                      | Gunter Mayr (ÖVP) (ad interim) (dal 30/11/2024)                          |                                                  | Florian Tursky (ÖVP) dall'11/05/2022 all'08/03/2024                                                                                 |
| Interno                                                                        |                      |                                                                          | Gerhard Karner (ÖVP)                             | Carica non assegnata |
| Giustizia                                                                      |                      |                                                                          | Alma Zadić (Verdi)                               | Carica non assegnata |
| Tutela climatica, ambiente, energia, mobilità, innovazione e tecnologia        |                      |                                                                          | Leonore Gewessler (Verdi)                        | Carica non assegnata |
| Difesa nazionale                                                               |                      |                                                                          | Klaudia Tanner (ÖVP)                             | Carica non assegnata |
| Agricoltura, foreste, regioni e gestione delle acque                           |                      |                                                                          | Elisabeth Köstinger (ÖVP) (fino al 18/05/2022)   | Carica non assegnata |
| Agricoltura, foreste, regioni e gestione delle acque                           |                      | Norbert Totschnig (ÖVP) (dal 18/05/2022)                                 |                                                  | Carica non assegnata |
| Affari sociali, salute, assistenza e tutela dei consumatori                    |                      |                                                                          | Wolfgang Mückstein (Verdi) (fino all'08/03/2022) | Carica non assegnata |
| Affari sociali, salute, assistenza e tutela dei consumatori                    |                      | Johannes Rauch (Verdi) (dall'08/03/2022)                                 |                                                  | Carica non assegnata |
| Digitalizzazione ed affari economici                                           |                      |                                                                          | Margarete Schramböck (ÖVP) (fino al 09/05/2022)  | Carica non assegnata |
| Digitalizzazione ed affari economici                                           |                      | Karl Nehammer (ÖVP) (ad interim) (dal 09/05/2022 all'11/05/2022)         |                                                  | Carica non assegnata |
| Digitalizzazione ed affari economici                                           |                      | Martin Kocher (Indipendente di area ÖVP) (dall'11/05/2022 al 17/07/2022) |                                                  | Carica non assegnata |

### Esplicative
1. ↑  In seguito all’insediamento del nuovo Consiglio nazionale.
2. ↑  In seguito alla reiterazione delle dimissioni da parte del Cancelliere Nehammer, trasformatesi in irrevocabili ed al passaggio di consegne al facente funzioni Schallenberg in attesa di un nuovo esecutivo.
3. ↑  Nonostante sia rimasto lo stesso governo, ai sensi della Costituzione austriaca, un premier (Alexander Schallenberg) che subentri provvisoriamente come facente funzioni ad uno già uscente (Karl Nehammer) è comunque conteggiato.
4. 1 2  Uno dei quali è anche Vicecancelliere federale.
5. ↑  Viene riportata la situazione parlamentare solo di questa camera (e non anche del Bundesrat) poiché solo quest'ultima ha il potere di controllare il rapporto di fiducia con l'esecutivo
6. ↑  Ministro della Cancelleria per le donne, la famiglia, la gioventù e l'integrazione fino al 5 gennaio 2022.
7. ↑  Fino al 17 luglio 2022, Lavoro, quando ha assorbito parte delle funzioni del Ministero federale della digitalizzazione e degli affari economici e parte delle funzioni del Ministero dell'agricoltura, delle regioni e del turismo.
8. ↑  Agricoltura, regioni e turismo fino al 18 maggio 2022.
9. ↑  Ministero sciolto il 17 luglio 2022.

### Bibliografiche
1. ↑  (DE) ORF at/Agenturen red, Neues Regierungsteam: ÖVP macht Nehammer zum Kanzler, su orf.at, ORF, 3 dicembre 2021. URL consultato il 6 dicembre 2021.
2. ↑   Austria: ha giurato il cancelliere Nehammer, su swissinfo.ch, Swissinfo, 6 dicembre 2021.
3. ↑   In Austria il cancelliere Nehammer si dimetterà, Il Post, 5 gennaio 2025.
4. ↑  (DE, IT) Costituzione della Repubblica Austriaca - Art. 71 (PDF), su tecnichenormative.it,  p. 56.
«Se il Governo federale è dimissionario, il Presidente federale, fino alla nomina del nuovo Governo, deve affidare la prosecuzione dell'attività amministrativa a membri del Governo dimissionario […], e la presidenza di questo Governo provvisorio ad uno di essi […]. L'incaricato della prosecuzione
dell'attività amministrativa ha la stessa responsabilità del Ministro federale.»
5. ↑   In Austria Alexander Schallenberg sarà il cancelliere ad interim dopo le dimissioni di Karl Nehammer, Il Post, 8 gennaio 2025.